# Hanitriniaina Rakotondrabé
Pour l’article homonyme, voir Samuel Rakotondrabe.
Hanitriniaina Rivosoa Rakotondrabé, née le 1er janvier 1967, est une athlète malgache. 

## Biographie
Hanitriniaina Rakotondrabé  remporte la médaille d'argent du relais 4 × 100 mètres aux championnats d'Afrique 1993 à Durban, aux championnats d'Afrique 1998 à Dakar et aux Jeux africains de 1999 à Johannesbourg. Elle est médaillée de bronze du relais 4 × 100 mètres aux Jeux africains de 1991 au Caire, aux championnats d'Afrique 1992 à Maurice ainsi qu'aux Jeux de la Francophonie 1994 à Bondoufle.
Elle est médaillée d'or du 100 mètres aux Jeux de la Francophonie 1997 à Antananarivo et médaillée de bronze de la même épreuve aux Jeux de la Francophonie 2001 à Ottawa.
Elle remporte la médaille d'or du 100 mètres aux Jeux des îles de l'océan Indien 1998 à La Réunion et aux Jeux des îles de l'océan Indien 2003 à Maurice.
Elle est sacrée championne de Madagascar du 100 mètres en 1988, 1990, 1992, 1993, 1999, 2000 et 2001 et championne de Madagascar du 200 mètres en 1990, 1992 et 1993.